# Solidarité organique
La solidarité organique est un concept de sociologie qui désigne un type de lien social caractérisant la société moderne.

## Concept
La solidarité organique est conceptualisée par Émile Durkheim, dans son ouvrage fondateur De la division du travail social, publié en 1893. Cette solidarité est caractérisée par une cohésion sociale fondée sur la différenciation et sur l'interdépendance des individus entre eux qui favorise la division du travail. Elle est caractéristique de sociétés qui fonctionnent autour d'une force centrifuge, qui éloigne les individus les uns des autres en encourageant les différences. Durkheim montre qu'il pourrait arriver un moment où les différences seront trop importantes pour que la société continue de fonctionner. Il prescrit donc un renforcement des institutions publiques et communautaires (école, armée, famille, ...).